# Estuprador em série

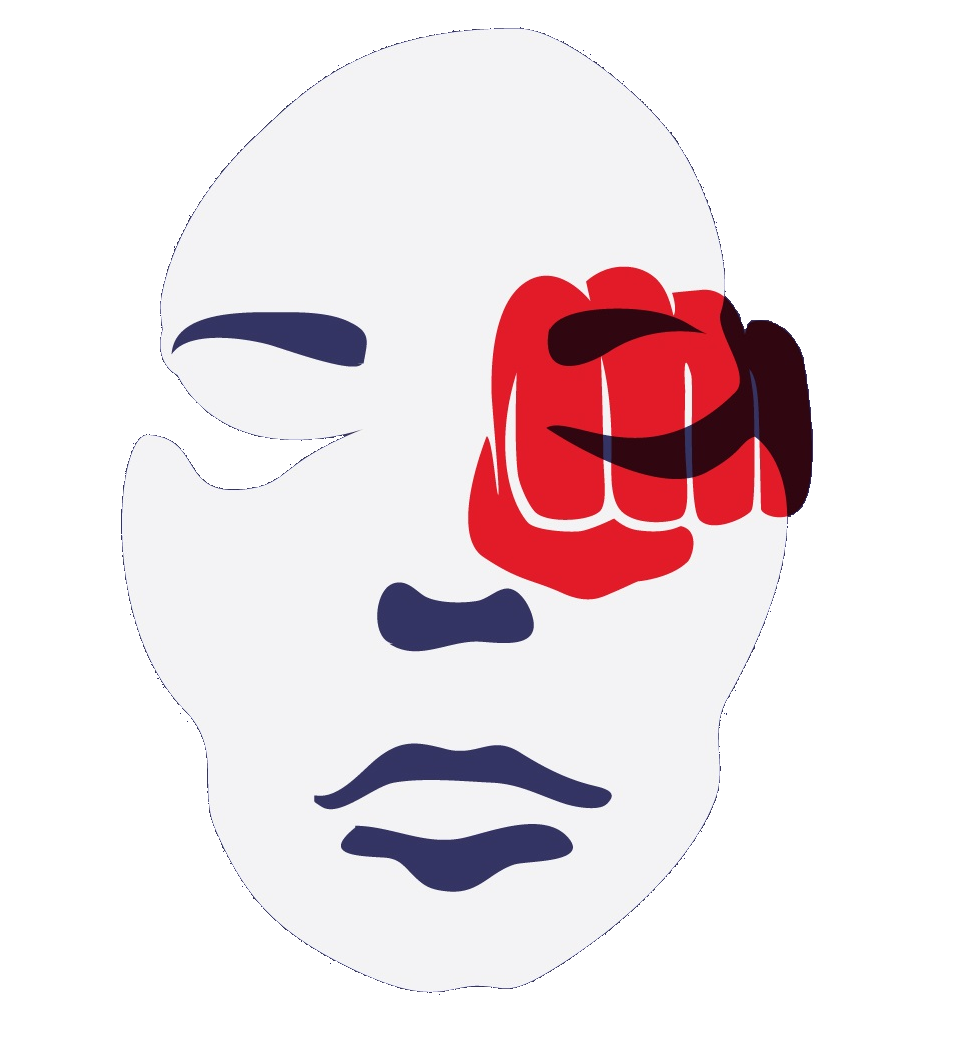
Um cartaz russo pedindo para abrir os olhos contra o abuso de mulheres.

Um estuprador em série (em inglês serial rapist) é alguém que comete estupros, seja com várias vítimas ou com uma única vítima, repetidamente durante um período de tempo. Eles diferem dos estupradores que cometem este crime apenas uma vez porque seus crimes "envolvem mais frequentemente o sequestro, a ameaça verbal e física das vítimas e o uso de armas" e não é incomum que alguns acabem se tornando serial killers.
Em palavras de um artigo na Folha de S.Paulo de 1998, "o estuprador 'em série' (...)" é alguém que  "periodicamente ataca (...)".
A fim de conter e capturar este tipo de criminoso nos Estados Unidos, em 1974 o FBI criou sua Unidade de Ciência Comportamental (Behavioral Science Unit).

## Traços da personalidade
Este tipo de criminoso pode ser descrito como uma pessoa que muitas vezes é altamente manipuladora, muito carismática e encantadora (ver Caso Rachel Genofre), tanto que muitos são considerados "normais pelos amigos e pela família", escreve a Folha. Os estupradores em série diferem dos estupradores de uma única vítima de diversas formas:
- geralmente cometem seu crime antes (em idade);
- tendem a emboscar a vítima ou usar uma abordagem rápida;
- costumam ter como alvos pessoas estranhas;
- cerca de 60% dos estupradores em série cometeu outro crime sexual "menor" anteriormente;
- costuma exibir "comportamentos criminalmente sofisticados", como usar preservativo e luvas para evitar ser descoberto (ver Wellington Ribeiro da Silva);
- é mais propenso a controlar a resistência física da vítima, amarrando-a, vendando seus olhos ou mesmo a sufocando;
- são mais propensos a escolher profissionais do sexo como vítimas;
- costumam "estudar" os estupros para melhorar sua habilidade e perícia, para isto vendo filmes, lendo livros e usando outros estupros, seus ou de outros criminosos, para análise.

## Táticas
Entre as táticas usadas para cometer o crime estão:
- identificar e atrair vítimas em sites de namoro ou nas redes sociais (ver Takahiro Shiraishi);
- ameaçar a vítima e sua família;
- drogar a vítima;
- alguns estupradores em série são específicos com relação ao perfil da vítima (só estupram crianças, por exemplo; ver Eugênio Chipkevitch);
- alguns estupradores em série levam as vítimas para locais remotos (ver Wellington Ribeiro da Silva).

## Tipos
A polícia [ao menos a brasileira] classifica os estupradores em:
- românticos: geralmente são homens solteiros, de poucos amigos, que atacam em intervalos de 2 a 3 semanas e procuram dar ao crime características de um encontro amoroso;
- vingadores: geralmente são homens que sofreram ou acreditam ter sofrido por causa de uma mulher; costumam ser violentos e atacam a cada seis ou 12 meses;
- sádicos: é um estuprador em série que tem potencial para se tornar um assassino em série e em geral planejam o crime com cuidado, demorando, muitas vezes, anos para serem descobertos (ver Samuel Little);
- oportunistas: aproveitam a ocasião, como encontrar uma mulher indefesa durante um assalto a uma residência, por exemplo, sendo que o estupro não era o objetivo inicial do crime.